# Abborrtjärnen (Silleruds socken, Värmland, 657644-130080)
Abborrtjärnen är en sjö i Årjängs kommun i Värmland och ingår i Göta älvs huvudavrinningsområde.